# Прича о неправедном судији
Прича о неправедном судији (или прича о упорној удовици) је једна од познатих Исусових алегоријских прича о судији без милости и саосећања који на крају попушта захтевима упорне удовице, како му више не би досађивала. Наравоученије је да треба бити истрајан у молитви.
Ова прича се налази у новозаветном јеванђељу по Луки (18:1-8).

## Прича
Матеј преноси да је Исус ученицима дао ову параболу како би се стално молити Богу, не одустајући:
Након приче Исус рече:

## Тумачења
Ова прича поручује да треба бити истрајан у молитви и никада не одустати, јер ако је и неправедни судија на крају послушао, Бог ће много пре. Прича о пријатељу у поноћ има слично наравоучење.